# Tuya (singolo)
Tuya è un singolo della cantante spagnola Rosalía, pubblicato il 9 giugno 2023 dall'etichetta discografica Columbia Records.

## Tracce
Testi di Rosalía Vila Tobella, Carlos E. Ortiz Rivera e Juan G. Rivera Vazquez, musiche di Rosalía Vila Tobella, Noah Goldstein, Carlos E. Ortiz Rivera, David Rodríguez, Dylan Wiggins e Juan G. Rivera Vazquez.
1. Tuya – 2:34

## Classifiche
| Classifica (2023) | Posizione massima |
| ----------------- | ----------------- |
| Argentina         | 62                |
| Portogallo        | 53                |
| Spagna            | 10                |
| Svizzera          | 29                |